# Џастин Бибер: Веруј
Џастин Бибер: Веруј (енгл. Justin Bieber's Believe) амерички је биографски филм из 2013. године о канадском певачу Џастину Биберу. Наставак је филма Џастин Бибер: Никад не реци никад из 2011. године.
Добио је негативне рецензије критичара и остварио финансијски успех, зарадивши преко 32 милиона долара.

## Радња
Филм даје интиман поглед на турнеју Believe Tour Џастина Бибера. Редитељ Џон М. Чу у овом остварењу нуди и ексклузиван поглед на Џастинов живот ван сцене. Поред концертних снимка Џастинових највећих хитова, приказује бекстејџ сцене и начин на који је организована и спроведена цела турнеја.

## Улоге
- Џастин Бибер
- Скутер Браун
- Рајан Гуд
- Ашер
- Пети Малет
- Џереми Бибер
- Мајк Познер
- Елен Деџенерес
- Рајан Сикрест
- Џон М. Чу
- Ники Минаж
- Зак Галифанакис